# Нуклеокапсид
1. капсид
2. нуклеїнова кислота
3. капсомер
4. нуклеокапсид
5. віріон
6. оболонка
7. глікопротеїнова оболонка

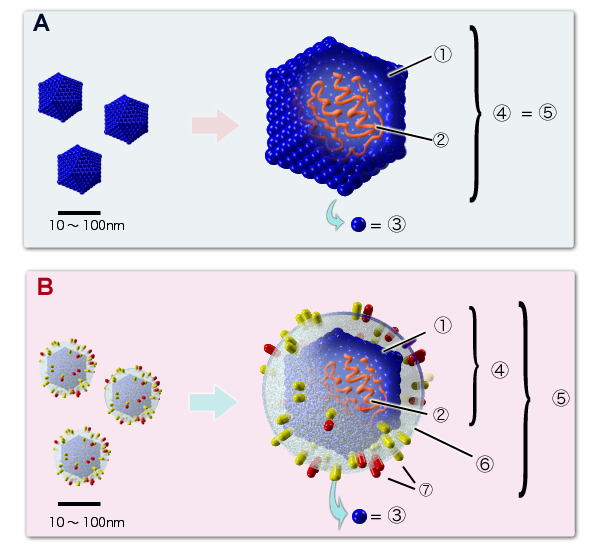
Структура вірусу:

Нуклеокапсид (сукупність вірусних капсидних білків з вірусною (інфекційною) нуклеїновою кислотою, англ. nucleocapsid) — це одиниця віріальної структури, що складається з капсиду та укладеною нуклеїновою кислотою; як правило, всередині цитоплазми. Залежно від вірусу, нуклеокапсид може відповідати оголеному ядру або бути оточеним мембранною оболонкою